# Abingdon-on-Thames
Abingdon-on-Thames er en by med ca. 37.000 indbyggere (2001) i Oxfordshire, Storbritannien.